# Wyeomyia howardi
Wyeomyia howardi är en tvåvingeart som beskrevs av Lane och Nelson Leander Cerqueira 1942. Wyeomyia howardi ingår i släktet Wyeomyia och familjen stickmyggor. Inga underarter finns listade i Catalogue of Life.